# High Density (Diskette)

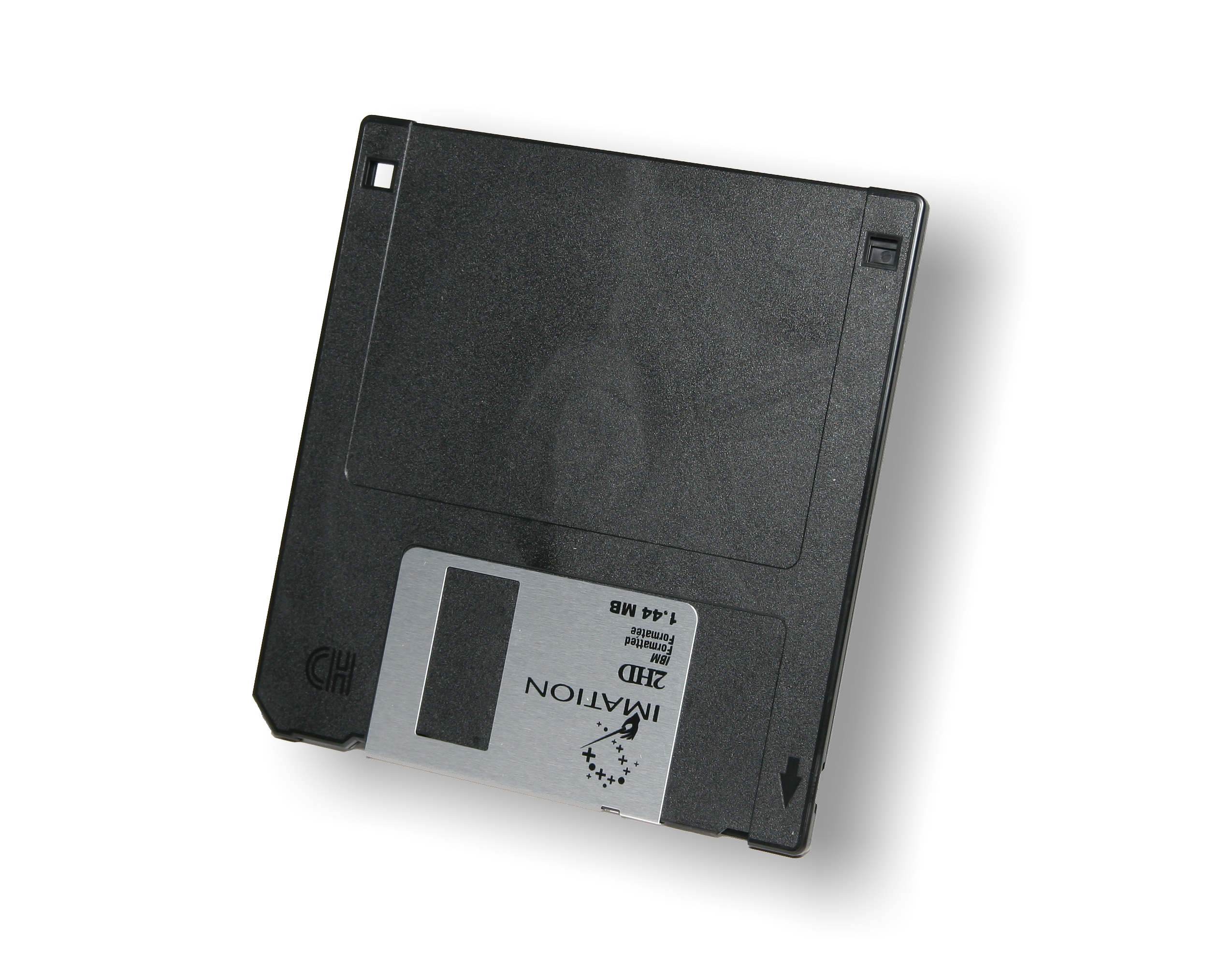
3,5″-HD-Diskette

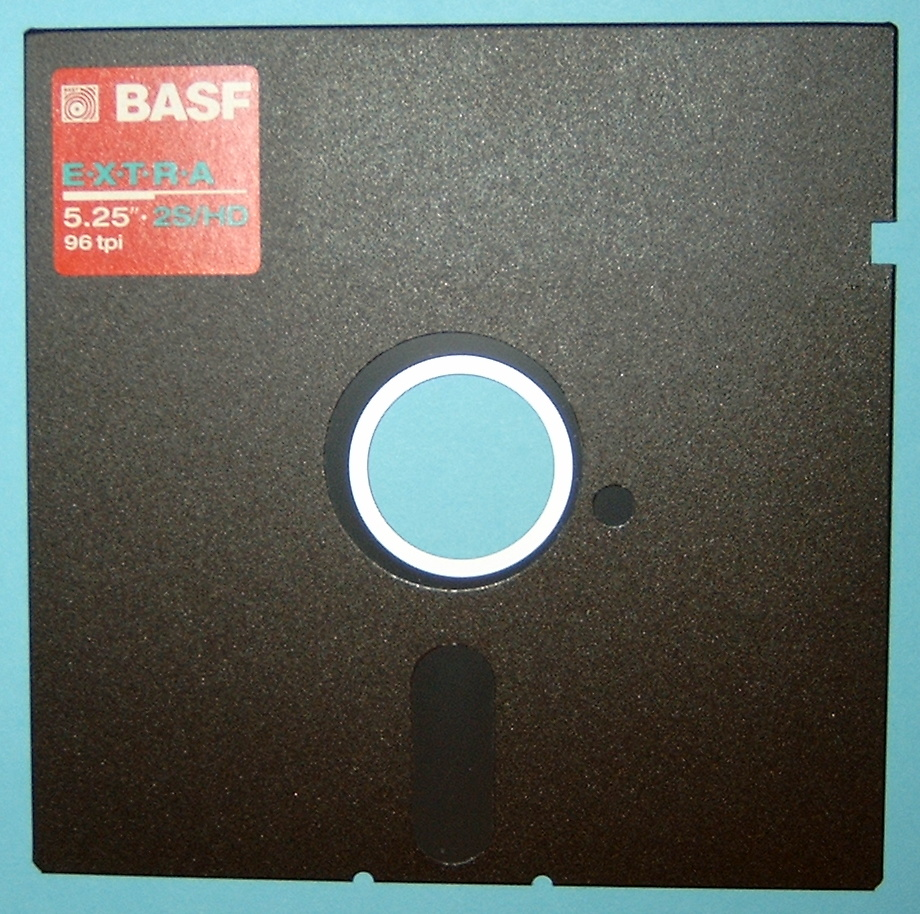
5,25″-HD-Diskette

High Density, abgekürzt HD, ist eine von mehreren möglichen Aufzeichnungsdichten auf Disketten. Sie wird für 3,5″- und 5,25″-Disketten mit einer physischen Speicherkapazität von 1.500 KB (5,25″-Disketten) und 2.000 KB (3,5″-Disketten) verwendet.
3,5″-HD-Disketten haben bei normaler Formatierung mit 80 Spuren und 18 Sektoren eine Kapazität von 1.440 KB und eine Spurdichte von 135 tpi, 5,25″-Disketten verfügen bei einer Formatierung mit 80 Spuren und 15 Sektoren über eine Kapazität von 1.200 KB, bei einer Spurdichte von 96 tpi. HD-Disketten sind üblicherweise abwärtskompatibel, daher können sie bei Bedarf in einem HD-Laufwerk auch als DD-Disketten formatiert werden. Als DD formatierte HD-Disketten sind dann auch in DD-Laufwerken lesbar, zum zuverlässigen Schreiben sind aber HD-Laufwerke erforderlich, da das Magnetmaterial der HD-Medien ein stärkeres Magnetfeld erfordert, als bei DD-Medien üblich war.
Eine 3,5″-HD-Diskette besitzt im Gegensatz zur 3,5″-DD-Diskette zwei Kennlöcher zur Kennzeichnung.
3,5″-HD-Disketten werden relativ häufig überformatiert, um mehr Speicherplatz zu erhalten. In früheren Zeiten wurde diese Methode auch als schwacher Kopierschutz für Disketten mit proprietärer Software verwendet, da die Betriebssysteme DOS und Windows 9x solche Disketten nicht von Haus aus kopieren konnten. Bei der Überformatierung werden bis zu 82 Spuren mit bis zu 22 Sektoren je Spur auf der Diskette angelegt. Gängige Überformate sind 82 Spuren mit 21 Sektoren je Spur, was eine Kapazität von 1.722 KB ergibt, sowie 80 Spuren mit 22 Sektoren je Spur, was eine Kapazität von 1.760 KB ergibt. Das letztere Format wird vom AmigaOS sogar als Standardformat für HD-Disketten verwendet. Für DOS und Windows auf zum IBM PC kompatiblen Computern existieren spezielle Programme zum Überformatieren von Disketten sowie TSR-Programme zur Nutzung von Non-Standard-Formaten in DOS. Unter Linux ist ein Überformatieren mit dem Programm fdformat möglich, das in util-linux enthalten ist. Das Überformatieren sowie Lesen und Beschreiben von überformatierten Disketten funktioniert nicht mit allen Diskettenlaufwerken, wobei dies auch vom Maß der Überformatierung abhängig ist.